# 奧斯特里沃克 (利維夫州)
50°21′40″N 23°52′34″E / 50.36111°N 23.87611°E
奧斯特里沃克（羅馬化：Ostrivok）是烏克蘭西部的村莊，隸屬利維夫州的舍普季茨基區。該村面積0.43平方公里，海拔高度204米，2001年人口139，人口密度每平方公里323.26人。